# Clariallabes manyangae
Clariallabes manyangae är en fiskart som först beskrevs av Boulenger, 1919.  Clariallabes manyangae ingår i släktet Clariallabes och familjen Clariidae. IUCN kategoriserar arten globalt som otillräckligt studerad. Inga underarter finns listade i Catalogue of Life.